# Najmlajši član parlamenta
Najmlajši član parlamenta (v anglosaksonskih državah tudi Baby of the House) je neuradni naziv za najmlajšega člana parlamenta. Izraz se najpogosteje uporablja za člane britanskega parlamenta, od koder tudi izvira.  Naziv je poimenovan po očetu hiše, ki ga prejme član britanskega in drugih parlamentov z najdaljšim stažem.

## Združeno kraljestvo
Postati Baby of the House of Commons velja za nekakšno čast, kljub temu, da poslanec zaradi tega naziva posebne obravnave ni deležen. Vendar se je nekaterim poslancem, ki so bili na položaju dlje časa – Matthew Taylor je bil najmlajši poslanec več kot deset let – to zdelo nekoliko neprijetno, saj bi lahko nakazovalo, da imajo premalo izkušenj.

## Združene države
Čeprav se izraz uporablja v parlamentih Commonwealtha, Baby of the House ni v splošni rabi v Združenih državah Amerike. Prav tako najmlajši kongresniki ali senatorji nimajo posebnih bonitet.
Člani ameriškega kongresa so običajno starejši od parlamentarcev drugod v angleško govorečem svetu, glavni dejavnik pa je, da je najnižja starost članov kongresa zapisana v prvem členu ustave Združenih držav, ki mlajšim od 25 let onemogoča funkcijo v predstavniškem domu, v senatu pa mlajšim od 30 let. Poleg tega so volitve v zvezni kongres drage in zahtevajo obsežne stike in prepoznavnost na zelo širokem območju. Posamezniki, ki želijo služiti v zveznem zakonodajnem organu, si na splošno prizadevajo biti izvoljeni v državni zakonodajni organ (ki ima običajno nižjo minimalno starost za vstop) ali drugo državno funkcijo, preden so izvoljeni v Washingtonu.

## Slovenija
V Sloveniji posebnega naziva za najmlajšega poslanca ali ugodnosti zanj ne pozna. Kljub temu se ob konstituiranjih novih sklicev Državnega zbora Republike Slovenije v medijih pojavljajo podatki o najmlajših izvoljenih članih novega sklica. Najmlajši poslanec v zgodovini Državnega zbora Republike Slovenije je bil nadomestni poslanec Slovenske demokratske stranke Andrej Čuš, ki je bil ob nastopu funkcije, v začetku leta 2013, star 22 let. Če bi funkcijo poslanca nastopil ob konstituiranju tega sklica parlamenta, bi bil star 19 let. 
V 9. sklicu Državnega zbora Republike Slovenije je najmlajši poslanec Lenart Žavbi (Gibanje Svoboda).

## Poglej tudi
- Dekan Doma
- Dekan senata
- Oče hiše